# Семенова Катерина Леонідівна
Катерина Леонідівна Семенова (нар.. 7 січня 1961, Москва, СРСР) — радянська і російська естрадна співачка, композитор та кіноактриса.
Пік популярності припав на кінець 1980-х років, коли на Центральному телебаченні Держтелерадіо СРСР широко звучали хіти «Подруги давно заміжні» (1986), «На хвилинку» (1987), «Школярка» і «Любов прекрасна і сумна» (1987), «Останнє танго» (1988).

## Біографія
Народилася 7 січня 1961 року в Москві.
Батьки познайомилися на фронті, всю німецько-радянську війну пройшли разом. Після війни батько працював інженером в організації «Центренергомонтаж», а мати закінчила курси стенографісток, потім — курси швачок, але не працювала. Батько помер 7 січня 1967 року, в день шестиріччя Катерини, мати — у вересні 1972 року, коли дочці було одинадцять років. Після смерті батьків старша сестра Людмила (1947 — лютий 1996) не дозволила віддати в дитячий будинок і взяла її в свою сім'ю, що складалася з чотирьох чоловік — її самої, чоловіка-алкоголіка, чотирирічного сина Дмитра та однорічної дочки Наталі.
З народження страждала астигматизмом, бачила всього на 40 %, але окуляри носити соромилася. Більший відрізок життя вона прожила практично на дотик. А коли у віці сорока років в її оці ще й відшарувалася сітківка, їй довелося зробити операцію.
З дитинства захоплювалася музикою і співом. У 1977 році закінчила дитячу музичну школу по класу фортепіано. Грала у вокально-інструментальному ансамблі Первомайського району Москви.
Відразу після закінчення середньої школи у 1978 році влаштувалася марочницею до кафе «Еврика», щоб забезпечити сім'ю продуктами. Потім пішла працювати санітаркою в автоклавній санітарно-епідеміологічної станції, де мила різні колби, пробірки для медичних аналізів та чашки Петрі, внаслідок необережного поводження з якими заразилася закритою формою туберкульозу легенів. Більше року перебувала на лікуванні в протитуберкульозному диспансері. За рекомендацією лікарів, з метою розробки легких почала співати. Виписавшись з диспансеру не могла нікуди влаштуватися на роботу через перенесене інфекційне захворювання. На допомогу прийшла її лікуючий лікар, яка домовилася, щоб Катю взяли на роботу у ветеринарну клініку, що розташовувалася по сусідству з тубдиспансером, на посаду діловода.
У 1980 році взяла участь в оголошеному газетою «Комсомольская правда» та фірмою «Мелодія» Всесоюзному конкурсі молодих виконавців «Золотий камертон». Пройшла у фінал за участю відомого музичного критика і редактора фірми «Мелодія» Юрія Філінова. У фіналі виконала пісню Юрія Антонова «Весна» і за результатами голосування телеглядачів отримала гран-прі конкурсу (1981).
Після перемоги отримала запрошення працювати в ансамблі «Дівчата» Московської обласної філармонії (1981—1982). З цим ансамблем Семенова записала пісню «Подруги заміжні давно», що стала її першим мега-хітом у 1986 році.
У 1982 році Юрій Антонов запросив в свою щойно організовану групу «Аеробус», де вона виконувала соло в 1982—1984 роках. З групи «Аеробус» Семенова була звільнена Антоновим через її відмову поїхати з колективом на гастролі, бо виходила заміж.
Брала участь у телешоу для дітей «Будильник», інших дитячих програмах, для яких записувала пісні «Петро Чижиков літає», «Поні» та інші.
У 1984 році вийшла заміж за музиканта групи «Арсенал» Андрія Батурина. Він домігся для дружини телевізійних ефірів, співпраці з популярними авторами текстів та композиторами (Давидом Тухмановим, Ігорем Ніколаєвим, Віктором Дорохіним, Любов'ю Воропаєвою).

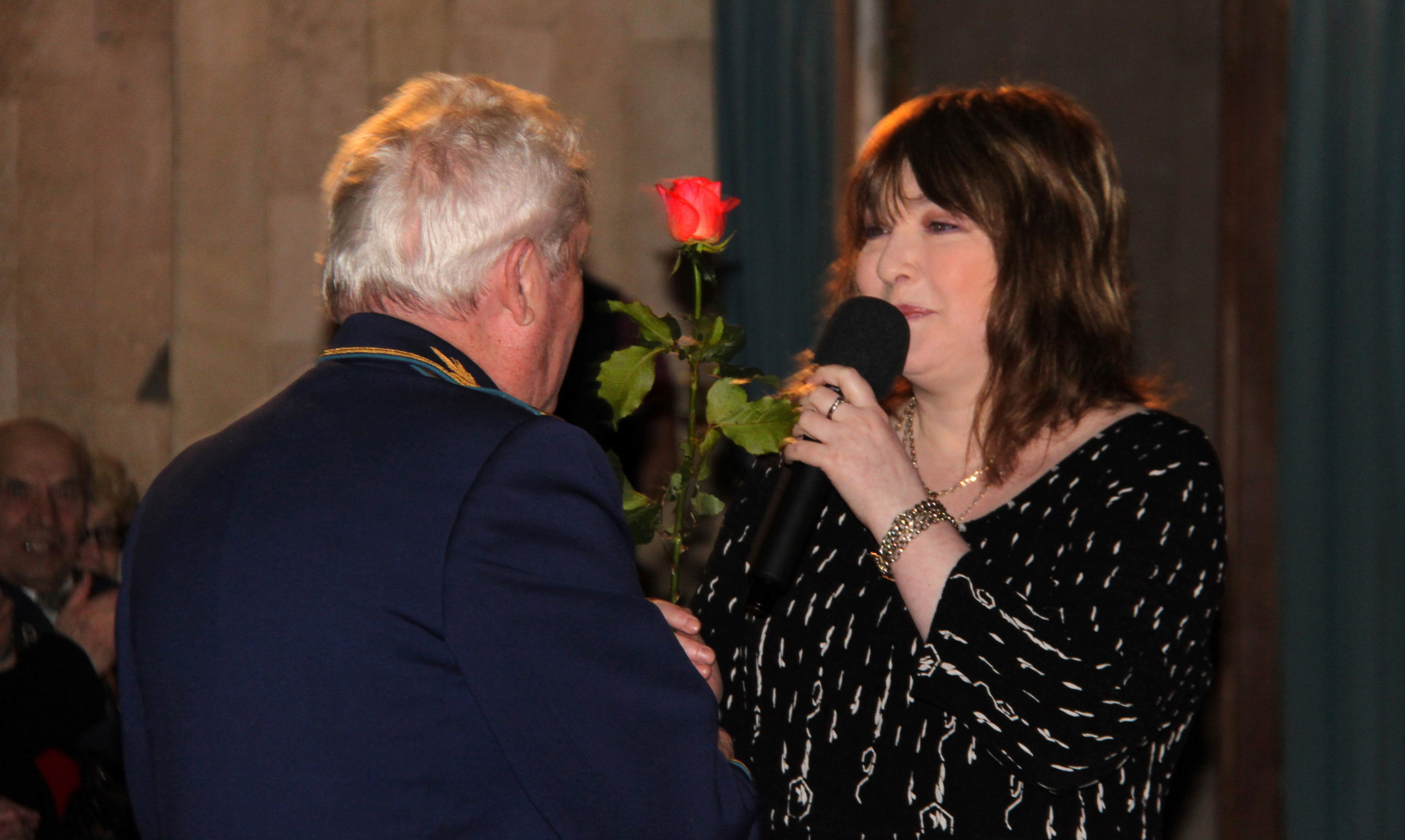
Концерт для ветеранів та учасників німецько-радянської війни.
Москва, 6 травня 2015 року

У 1985 році на ХІІ Всесвітньому фестивалі молоді і студентів у Москві виступала з дитячими колективами (пісні «Світ без чудес», «Великий хоровод»). В тому ж році зайняла друге місце серед кращих співачок СРСР у хіт-параді «Звукова доріжка» газети «Московський комсомолець» (поступившись лише Аллі Пугачовій), за підсумками 1986 року — четверте місце, 1987 року — п'яте місце.
У 1986 році Батурин створили групу «Алло». У 1986 році Центральне телебачення Держтелерадіо СРСР транслювало її стару пісню «Подруги заміжні давно». У новорічну телепередачу 1987 року була включена пісня «Школярка», тоді ж з'являється пісня «На хвилинку», яка стала лауреатом фестивалю «Пісня року — 1987». У «Блакитному вогнику» 1988 року в ефір вийшла прем'єра пісні «Останнє танго», яка стає лауреатом «Пісні року — 1988». Почали виходити сольні диски співачки.
У 1986 році в парі з В'ячеславом Малежиком стала ведучою телевізійної програми Головної редакції народної творчості ЦТ «Ширше коло», де виступали відомі естрадні артисти та представники художньої самодіяльності. 
З 1989 року Батурин стали також авторами пісень, які виконує співачка. У 1991 році вони створили музично-експериментальний театр «Катя».

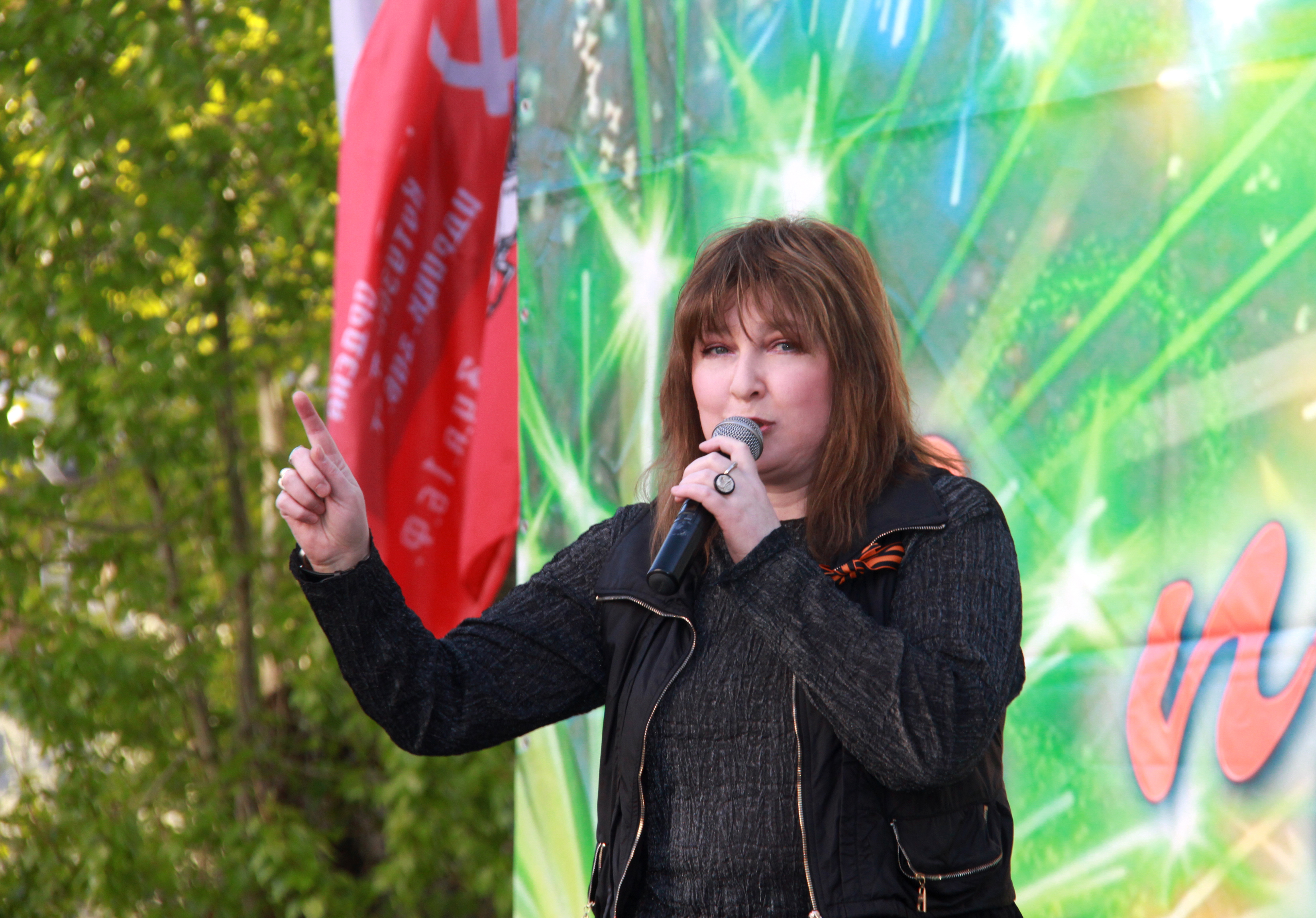
Концерт на День Перемоги у 2015 році

У 1991 році дебютувала як кіноактриса у фільмі Олександра Косарєва «Хижаки», в цьому ж фільмі вона виконала пісню Косарєва і Юрія Антонова «Закоханий дивак».
У 1992 році грала головну роль у фільмі режисера Оксани Байрак «Сплачено наперед». На зйомках фільму в Києві познайомилася з театральним художником Михайлом Церишенком. Їх роман привів до розлучення з Батуріним. Семенова розірвала відносини з продюсерами і професійними композиторами. Вона повністю перейшла до авторської творчості. Стала виконувати власні пісні, зніматися в кіно, писати музику до фільмів, озвучувати і записувати пісні до багатьох кінофільмів, вистав, телепрограм. Перестала з'являтися в музичних телешоу за винятком «Різдвяних зустрічей Алли Пугачової»: «Купаюся в любові як у шампанському» (1993), «Ангел-охоронець» (2000). З 1999 по 2000 роки вела передачу «Зіркова компанія» на радіостанції «Говорить Москва».
Вела концерти «Вітчизна улюблене місто».
Пізніше Катерина Семенова стала брати участь у програмах про театр: «Театр + ТВ», «Притулок комедіантів», виступати з концертами, писати музику.
10 січня 2011 року відбувся концерт Катерини Семенової «50 років Катерини Семенової» в Москві на ЦДХ.
У 2008 році випуск авторської програми Олега Нестерова «По хвилі моєї пам'яті» (Канал «Час» — Перший канал. Всесвітня мережа) був присвячений Катерині Семеновій.
Катерина Семенова — домашня людина, не любить подорожувати. Єдиним місцем, куди б вона хотіла з'їздити, є Англія.

### Особисте життя
- Перший чоловік (1984—1992) — Андрій Костянтинович Батурин (нар.. 3 листопада 1959, Москва), музикант і композитор, колишній гітарист групи «Арсенал».
  - Син — Іван Андрійович Батурин (нар.. 1985), звукорежисер в кінематографі, продюсер.
    - Онук Матвій (нар. 2009).
- Другий чоловік (1992—2018) — Михайло Анатолійович Церишенко (нар.. 19 вересня 1960, Київ), актор і режисер[6]. Шлюб тривав двадцять п'ять років, спільних дітей немає. Розлучилися 9 січня 2018 року[1][7][8].

Квартира в цегляній чотириповерхівці неподалік від Ізмайловського парку колись належала Катиним батькам — співачка живе в ній з самого народження. Тут всього одна кімната, зате височенні стелі і величезна кухня, в якій господарям вдається розмістити багато гостей.

## Творчість

### Дискографія
- 1988 — «Як на зло»
- 1989 — «Вечір удвох»
- 1990 — «А життя мене кружляла»
- 1992 — «Десять важких доріг»
- 1993 — «В очікуванні зустрічі»
- 1995 — «Мама, я здається закохалася»
- 1996 — «Все добре»
- 2003 — «Радість моя»
- 2006 — «А життя мене кружляла»
- 2007 — «Це тільки моє»
- 2010 — «І примір ці крила»
- 2011 — «Браво, чарівник!»
- 2015 — «Одноразові пісні»
- 2016 — «Безбарвний»
- 2018 — «Ліквідація»

### Виконані пісні
- «А життя мене кружляла …»
- «Ах, весна»
- «Ах, детективи»
- «Ангел охоронець»
- «Анталія» (дует з В'ячеславом Малежик)
- «Біле ведмежа»
- «Великий хоровод»
- «Поверніть мені літо»
- «Гілочка верби»
- «Закоханий дивак»
- «Все залишиться зі мною» (дует з В'ячеславом Малежик)
- «Гірчить калина»
- «Гулівер» (музика — Віталій Окороков, слова — Ілля Рєзнік)
- «Двадцять градусів морозу» (музика — Віктор Дорохін, слова — Любов Воропаєва)
- «Заблукали ми в ночі»
- «Засумувала серденько»
- «Заповідна країна»
- «Іди, куди йдеш» (музика — Андрій Батурин, слова — Д. Панфілов)
- «З чого наш світ складається»
- «Червень Іюльевіч Август»
- «Кафе „Сюрприз“»
- «Каштановий Париж» (дует з В'ячеславом Малежик)
- «Хто винен?»
- «Курортний романчик»
- «Літній кафетерій»
- «Зайвий квиток»
- «Любов прекрасна і сумна»
- «Любов, це те …»
- «Маленький гном»
- «Мама, ти теж була молодою»
- «Березневий кіт» (музика — Катерина Семенова, слова — Г. Бєлкін)
- «Маяк»
- «Світ без чудес»
- «Мій улюблений льотчик»
- «Чоловік, який поспішає»
- «Музика снігопаду»
- «На хвилинку» (музика — Віктор Дорохін, слова — Любов Воропаєва)
- «Над морем тиші» (музика — Катерина Семенова, вірші — Юлія Старостіна)
- «Не вір чужим словам»
- «Ніч — річка» (музика — Р. Верба, вірші — Юлія Старостіна)
- «Про своєму» (музика — Гурам Грановський, вірші — Юлія Старостіна)
- «Хмара — лист»
- «Очікування»
- «Оле Лукоє»
- «Віддзеркалення»
- «Перехрестя»
- «Петя Чижиков літає»
- «Пішак»
- «По ягоди»
- «Подруги замужем давно» / «Щоб не пив, не курив» (музика — Олег Сорокін, слова — Михайло Шабров)
- «Поні» (музика — Сергій Березін, слова — Лариса Рубальська)
- «Останнє танго» (музика — Віктор Дорохін, слова — Любов Воропаєва)
- «Відданість»
- «Проходить в житті все»
- «Минула зима»
- «Ровесники»
- «Сад надій»
- «Свет мой ясний»
- «Сім нот»
- «Сонце, ти і я»
- «Старе дзеркало»
- «Країна Перевертундія»
- «Тане лід»
- «Трамвай»
- «Третій зайвий»
- «Тук — стук»
- «Ти так і знай»
- «У нас своя компанія»
- «Вчений кріт»
- «Щось буде»
- «Чужі»
- «Школярка» (музика — Ігор Ніколаєв, слова — Олександр Кальянов)
- «Це ж треба»
- «Я — пісня твоя»
- «Я стану для тебе спогадом» (музика — Катерина Семенова, вірші — Юлія Старостіна)

### Композиторська діяльність
Пісні композитора Катерини Семенової звучали і звучать у виконанні Державного академічного російського народного хору імені М. Е. П'ятницького, Альони Апіної, Юліана, Лариси Доліної, Світлани Лазаревої, Тамари Гвердцителі, Лоліти Мілявської, Світлани Разіної, Ксенії Георгіаді, Аліки Смєхової, Марини Могилевської, Володимира Маркіна, групи «Party», а також у виконанні акторів: Віктора Ракова, Дмитра Харатьяна, Миколи Караченцова, Дмитра Пєвцова, Сергія Варчука та інших.

### Фільмографія

#### Акторські роботи
- 1991 — Хижаки —  Катя, співачка і коханка Едуарда Авдонина
- 1992 — Оплачено заздалегідь —  психіатр
- 2003 — Жінки в грі без правил
- 2004 — Паралельно любові —  журналіст
- 2006 — Точка —  мати «капловухість»

#### Композиторські роботи
- 2002 — Каменська 2
- 2004 — Любов сліпа
- 2005 — Цілують завжди не тих (Україна, Росія)

#### Вокал
- 1985 — Подружка моя —  пісня «Щось буде»
- 1987 — Акселератка —  пісня «Ах, детективи»
- 1987 — Дівчата з «Согдіани»
- 1989 — Руанська діва на прізвисько Пампушка
- 1991 — Хижаки —  пісня «Закоханий дивак»
- 2004 — Любов сліпа —  пісня «Минуле бильуо»
- 2005 — Цілують завжди не тих —  пісня «Кафе приморське»
- 2008 — Дивовижні пригоди Хоми (мультфільм) —  «Пісенька друзів»
- 2012 — Продається кішка —  пісня «Десь там за листопад»
- 2013 — Мереживо —  пісня «Білий ангел»
- 2013 — Навмисно не придумаєш —  пісня «Лівні»
- 2015 — Заради тебе —  пісні «На твоїй руці», «Навіщо»
- 2015 — У тісноті та не в образі —  пісні «Падає сніг», «Не шахрайка»
- 2015 — Істина у вині —  пісня «Не шахрайка»
- 2016 — Простіше простого —  пісня «Десь там за листопад»

#### Документальні фільми
- 2011 — "Валерій Ободзинський. Вкрадена життя"
- 2014 — "Альона Апіна. А любов вона і є"…
- 2017 — «В'ячеслав Малежик. Ще раз»

### Участь в музичних колективах
- 1981-1982 — ансамбль «Дівчата» (Московська обласна філармонія);
- 1982-1984 — група «Аеробус» (керівник — композитор Юрій Антонов, Ігор Шабловський);
- 1986-1992 — група «Алло» (Катя Семенова та Андрій Батурин; «Москонцерт», «Росконцерт»);
- 1991 — музично-експериментальний театр «Катя» (Катя Семенова та Андрій Батурин).

## Визнання
- 1981 — гран-прі Всесоюзного конкурсу молодих виконавців «Золотий камертон» (організатори: газета «Комсомольская правда» та фірма «Мелодія») з піснею «Весна».
- 1985 — 2-е місце в номінації «Краща співачка» за підсумком хіт-параду «Звукова доріжка» газети «Московський комсомолець».
- 1986 — 4-е місце в номінації «Краща співачка» за підсумком хіт-параду «Звукова доріжка» газети «Московський комсомолець».
- 1987 — лауреат премії телевізійного фестивалю «Пісня року» з піснею «На хвилинку».
- 1987 — 5-е місце в номінації «Краща співачка» за підсумками хіт-параду «Звукова доріжка» газети «Московський комсомолець».
- 1988 — лауреат премії телевізійного фестивалю «Пісня року» з піснею «Останнє танго».
- 2015 — орден «Золота Зірка Вітчизни» (громадська нагорода) російського благодійного фонду «Національне надбання» — за внесок у розвиток російської культури і мистецтва[11].